# Dyvelsträck

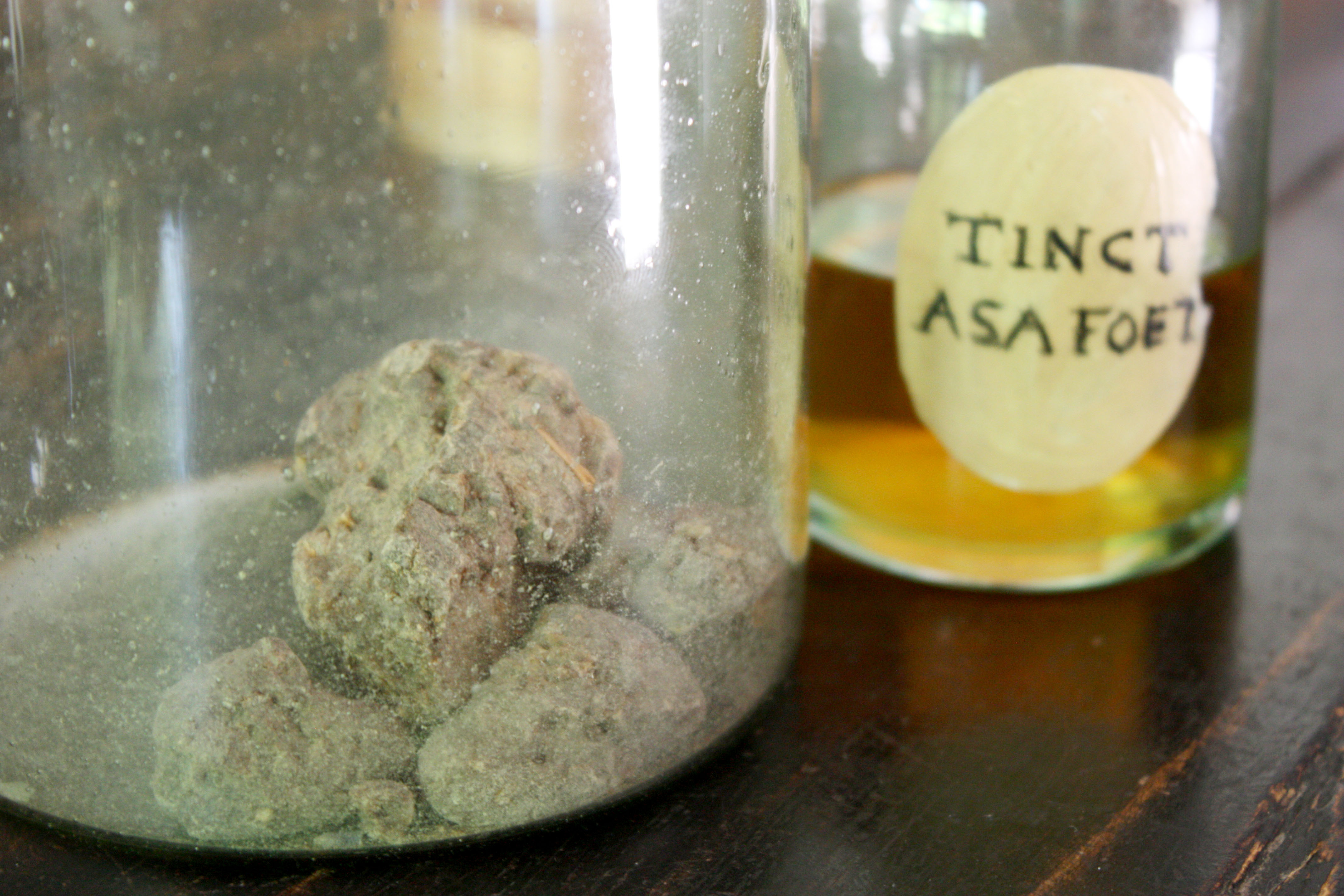
Dyvelsträck

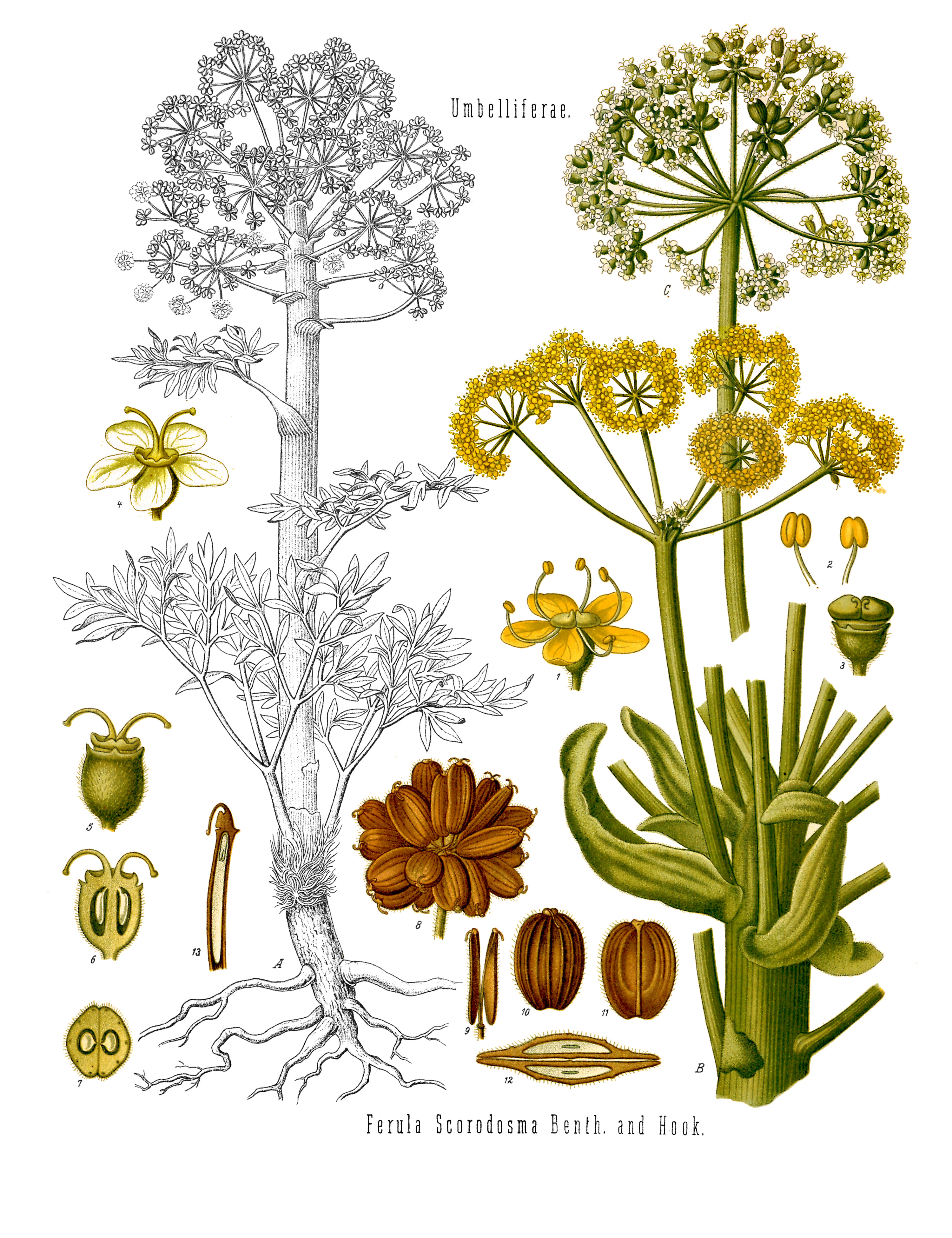
Asafoetida.

Dyvelsträck, "Djävulens träck" (Djävulens avföring), var förr inom medicinen en illaluktande och illasmakande drog som utvanns ur mjölksaften från vissa växter i släktet Ferula, särskilt asafoetida. Dyvelsträck användes redan för över 2000 år sedan.
Dyvelsträck utvinns från växtens rötter, när dessa efter avkapning sitter kvar i jorden. Den utsipprade mjölksaften får stelna till en massa som vid vanlig temperatur är mjuk som vax. Efter avkylning blir den spröd och kan då pulvriseras. Förutom harts och gummi innehåller mjölksaften en svavelaktig olja.
Pulvret används som krydda i Indien under namnet ”hin” eller ”hing” som alternativ till lök och vitlök då dessa (liksom rotfrukter) är förbjudna av religiösa skäl för bland andra jainister och brahmacharier. Dyvelsträck i små doser tillsätts också till maträtter med bönor, eftersom det minskar benägenheten till gasbildning.
Enligt Mikko Porvalis uppgifter i boken ”Bakom fiendens linjer - den första finska fjärrpatrullen  på Karelska näset, sommaren 1941”, användes dyvelsträck för att förhindra att spårhundarna fick upp vittring av fjärrpatrullerna.